# Christella sophoroides
Christella sophoroides là một loài thực vật có mạch trong họ Thelypteridaceae. Loài này được (Thunb.) H. Lév. mô tả khoa học đầu tiên năm 1915.